# Festspiele Europäische Wochen Passau
Die Festspiele Europäische Wochen Passau, auch Europäische Wochen genannt, sind das größte Kulturfestival in der Dreiländerregion Ostbayern, Böhmen und Oberösterreich und finden alljährlich im Juni und Juli statt. 2017 hatte das Festival 17.500 Besucher bei 15.200 verkauften Eintrittskarten und fand vom 29. Juni bis 6. August mit 45 Veranstaltungen in 18 Kommunen statt.

## Geschichte
Gegründet wurden die Festspiele 1952 von amerikanischen Kulturoffizieren; entscheidend beteiligt war der Leiter der amerikanischen Konsulataußenstelle Passau und Direktor des Amerikahauses, Robert M. Allen. Allen wählte Passau bewusst aus: „Passau was selected for the project because of its significant geographical location on the Czechoslovakian border of the Russian Zone of Austria.“ (Passau wurde für das Projekt ausgesucht wegen seiner besonderen geografischen Lage an der tschechoslowakischen Grenze der russischen Zone von Österreich.) Die Festspiele verschrieben sich als erstes Festival im Nachkriegsdeutschland dem Europagedanken; so lautete das Motto 1952: „Wir fordern die Vereinigten Staaten von Europa“. Es wurden daher neben kulturellen immer auch politische Ziele verfolgt; so gelang es während der Spaltung Europas im Kalten Krieg immer wieder aufs Neue, Künstlern aus Mittel- und Osteuropa eine Plattform zu bieten und damit den Eisernen Vorhang durchlässiger zu machen. Der Festspiele Europäische Wochen Passau e. V. ist seit 1961 Träger der Festspiele.
Unter der langen Intendanz des Dirigenten und Musikers Walter Hornsteiner nutzten die Festspiele die speziellen Förderungen, die Veranstaltungen im Zonenrandgebiet erhielten. Mit genügend Geld im Rücken gelang es Hornsteiner erstmals die internationale Musik- und Kunstwelt zu verpflichten und politische Zeichen zu setzen. Als er 1980 den Dissidenten und Unterzeichner der „Charta 77“, Pavel Kohout, einlud, mussten alle anderen tschechischen Ensembles auf Druck der sowjetischen Behörden absagen.
Seit 1994 erhielten die Europäischen Wochen unter der Intendanz von Pankraz von Freyberg ein neues Profil – mit thematischer Ausrichtung des Programms bei jährlich wechselndem Motto, einer in Deutschland unübertroffenen Spartenvielfalt, mit der Vergabe und Uraufführung von Auftragswerken darstellender Kunst sowie der Ausdehnung der Festspielregion auf Österreich und Tschechien. Zudem kreierte er dauerhaft neue Programmformate, so u. a. im Jahre 1996 für den Passauer Dom und die dortige Orgel (größte Domorgel der Welt), die weltweit erste von Sonnenaufgang bis Sonnenuntergang dauernde Orgelnacht mit international renommierten Organisten, weiter die sonntäglichen Klaviermatineen „piano nobile“, den grenzüberschreitenden sogenannten „Traumtag in Böhmen“ mit zwei bis vier kulturellen Veranstaltungen, das Picknick-Konzert sowie zusammen mit dem Politologen Heinrich Oberreuter den „Passauer Tetralog“, ein Gesprächsforum in der Universität Passau zu dem jeweiligen Jahresthema der Festspiele mit bedeutenden Persönlichkeiten aus Politik, Kultur und Wirtschaft. Freyberg schuf durch eine Kooperation mit zahlreichen regionalen und überregionalen Unternehmern auch eine neue wirtschaftliche Basis. Bis zum letzten Jahr von Freybergs Intendanz 2011 gelang es, für 83 Veranstaltungen über 300 Sponsoren zu akquirieren und an die 700.000 Euro für die Festspiele einzuwerben.
Sein Nachfolger, der Theaterregisseur Peter Baumgardt behielt das Logo und die Ausrichtung des Festivals in Wesentlichen bei. Dessen Nachfolger Thomas E. Bauer, der das bekannte Logo „den gelben Festspielengel“ abschaffte und das Programm deutlich verjüngen wollte, trat nach Meinungsverschiedenheiten mit dem Vorstand des Vereins und nach finanziellen Schwierigkeiten 2016 von seinem Amt zurück.
Danach folgte wieder eine Phase der Konsolidierung. Nachdem in vielen Jahren die Sparten Musik und Theater vor allem zur Unterhaltung das Programm der Festspiele dominierten, setzt das Spielprogramm 2019 wieder mehr auf politische Programmpunkte.

## Spielorte
Durch die Festspiele Europäische Wochen Passau wurde im Nachkriegsdeutschland erstmals der Gedanke einer Festspielregion verwirklicht. Die Festspiele finden also nicht an einem einzigen Ort statt, sondern zu den Veranstaltungen wird eine ganze Region eingebunden. So erstrecken sich die Europäischen Wochen heute mit etwa 20 Veranstaltungsorten über eine Fläche von rund 8.400 km² und finden in den Landkreisen Passau, Freyung-Grafenau, Deggendorf, Straubing, Regen und Altötting, in den oberösterreichischen Bezirken Schärding und Grieskirchen sowie in den tschechischen Bezirken West- und Südböhmen statt. Neben den Musikfestspielen an der Saar sind die Europäischen Wochen das einzige Festival in Europa, das in drei europäischen Ländern stattfindet.

## Intendanten
- 1967–1994 Walter Hornsteiner[9]
- 1994–2011 Pankraz Freiherr von Freyberg[10]
- 2012–2016 Peter Baumgardt[11]
- 2016–2018 Thomas E. Bauer[12][13]
- seit 2019 Carsten Gerhard[14][7]

## Mitgliedschaften und Auszeichnungen
Die Europäischen Wochen sind seit 1999 Mitglied der Association Européenne des Festivals, einem Verband, dem etwa 100 europäische Kulturfestivals angehören. 2007 wurden die Festspiele im Rahmen der Veranstaltungsreihe 365 Orte im Land der Ideen mit dem Prädikat „Ausgewählter Ort“ ausgezeichnet und von der Jury als „spartenreichstes Kulturfestival in Deutschland“ bezeichnet. Im Jahr 2020 wurde Passau als Veranstaltungsort der Europäischen Wochen vom Bayerischen Landtag zusammen mit zwölf weiteren Orten als einer der „Orte der Demokratie in Bayern“ benannt.

## Beteiligte Künstler
Neben vielen anderen traten nachfolgende Künstler bei den Europäischen Wochen auf:
| | | |
| - Maurice André - Vladimir Ashkenazy - Herbert Blomstedt - Gábor Boldoczki - Klaus Maria Brandauer - Rudolf Buchbinder - Dennis Russell Davies - François-René Duchâble - Giora Feidman - Julia Fischer - Nelson Freire - Sol Gabetta - Patrick Gallois | - Jean Guillou - Natalia Gutman - Enoch zu Guttenberg - Nina Hagen - Nikolaus Harnoncourt - Gidon Kremer - Yehudi Menuhin - Sabine Meyer - Olivier Latry - Elisabeth Leonskaja - David Oistrach - Igor Oistrach - Gerhard Oppitz | - Krzysztof Penderecki - Vadim Repin - Swjatoslaw Richter - Mstislav Rostropowitsch - Fazil Say - Heinrich Schiff - Grigory Sokolov - Thomas Zehetmair - Tibor Varga - Maxim Vengerov - Rolando Villazón |

## Aufgetretene Ensembles
Nachfolgend ein Auszug der bei den Europäischen Wochen bereits vertretenen (Kammer‑)Orchester, Quartette und Theatergruppen:
| - Alban Berg Quartett - Bamberger Symphoniker - Bruckner Orchester Linz - Budapester Symphoniker - Camerata Academica Salzburg - Carmina Quartett - Deutsches Symphonie-Orchester Berlin - Klassische Philharmonie Stuttgart - La Fura dels Baus - Melos Quartett | - Münchener Kammerorchester - Münchner Philharmoniker - Münchner Rundfunkorchester - Philharmonie Brünn - Prager Symphoniker - Royal Philharmonic Orchestra - Sankt Petersburger Philharmoniker - Symphonieorchester des Bayerischen Rundfunks - Wiener Philharmoniker |